# Jules Richard (Mathematiker)
Jules Antoine Richard (* 12. August 1862 in Blet, Cher; † 14. Oktober 1956 in Châteauroux) war ein französischer Mathematiker.

## Leben und Werk
Richard lehrte an den Gymnasien (Lycées) von Tours, Dijon und Châteauroux. Er promovierte erst im Alter von 39 Jahren an der Faculté des Sciences in Paris mit einem Thema zur Oberfläche von Beugungswellen (von ihm Fresnel-Wellen genannt). Er beschäftigte sich vor allem mit den Grundlagen der Mathematik und Geometrie, wobei er sich auf Arbeiten von David Hilbert, Karl Georg Christian von Staudt und Charles Méray bezog. In einer philosophisch geprägten Abhandlungen über das Wesen der Axiome der Geometrie diskutiert, kritisiert und verwirft er folgende Leitsätze:
1. Die Geometrie basiert auf willkürlich gewählten Axiomen – es gibt unendlich viele gleichwahre Geometrien.
2. Die Axiome der Geometrie werden von der Erfahrung geliefert. Dabei findet eine deduktive Entwicklung auf experimenteller Grundlage statt.
3. Die Axiome der Geometrie sind Definitionen (im Unterschied zu (1)).
4. Axiome sind weder experimentell erzwungen noch willkürlich gewählt. Sie sind eine a priori notwendige Voraussetzung, denn erst durch sie ist Erfahrung überhaupt möglich (eine auch von Immanuel Kant vertretene Anschauung).

Richard kam zu dem Ergebnis, dass die Begriffe der Identität zweier Objekte und der Unveränderbarkeit eines Objektes zu vage sind und der Präzisierung bedürfen. Dies sollte durch Axiome geschehen.
Obwohl die nichteuklidischen Geometrien um diese Zeit noch keine Anwendung gefunden hatten (Albert Einstein hat seine allgemeine Relativitätstheorie erst 1915 aufgestellt), erklärt Richard bereits: „Wenn der Begriff des Winkels festgelegt wird, kann man den Begriff der geraden Linie so wählen, dass die eine oder andere der drei Geometrien wahr ist.“
Über einen engeren Leserkreis hinaus bekannt geworden ist allerdings nur das Richardsche Paradoxon, vor allem weil Poincaré ausgiebig davon Gebrauch gemacht hat, um die Mengenlehre vergeblich zu desavouieren, woraufhin die Verfechter der Mengenlehre sich genötigt sahen, diese Angriffe zurückzuweisen.

## Das Richardsche Paradoxon
Das Paradoxon wurde zuerst in einem Brief von Richard an Louis Olivier, den Direktor der Zeitschrift Revue générale des sciences pures et appliquées entwickelt und 1905 in der Abhandlung „Les Principes des mathématiques et le problème des ensembles“ veröffentlicht. Bertrand Russell griff es 1908 auf in seiner Liste der mathematischen Paradoxien, die er später auch in die einflussreichen Principia Mathematica übernahm. Das Richardsche Paradoxon inspirierte Kurt Gödel und Alan Turing zu ihren berühmten Arbeiten. Kurt Gödel betrachtete seinen Unentscheidbarkeits-Satz als Analogon zum Richardschen Paradoxon.
Richard benützte zur Konstruktion seines Paradoxons eine Version des Cantorschen Diagonalverfahrens, um eine endlich definierte Zahl zu konstruieren, die in der Menge aller endlich definierten Zahlen nicht enthalten ist.
- Alle endlichen Definitionen und damit alle endlich definierten Dezimalzahlen bilden eine abzählbare Menge. Diese Definitionen können lexikalisch geordnet und die definierten Dezimalzahlen nummeriert und in Form einer Liste zusammengefasst werden. In dieser Liste wird die n-te Ziffer p der n-ten Dezimalzahl durch die Ziffer p + 1 ersetzt, wenn p nicht gleich 8 oder 9 ist; andernfalls wird p durch die Ziffer 1 ersetzt. Hintereinander geschrieben bilden die ersetzten Ziffern eine Dezimalzahl.

Diese Dezimalzahl ist in der ursprünglichen Liste nicht enthalten, weil sie sich von jedem Listeneintrag an mindestens einer Stelle unterscheidet, nämlich von der n-ten Dezimalzahl an der n-ten Stelle. Sie ist aber durch den vorhergehenden Absatz mit endlich vielen Wörtern definiert worden, gehört also zur Menge aller endlich definierbaren Dezimalzahlen.
Jules Richard veröffentlichte keine andere Version seines Paradoxons. Es wird aber oft mit dem nah verwandten Berry-Paradoxon verwechselt, mitunter auch mit der Grelling-Nelson-Antinomie.

## Schriften (Auswahl)
- Thèses présentées à la Faculté des Sciences de Paris pour obtenir le Grade de Docteur Ès-Sciences de Mathématiques. 1re Thèse: Sur la Surface des Ondes de Fresnel. 1e Thèse: Des Analogies entre les Équations Algébriques et les Équations Différentielles Linéaires : Extension des Idées de Galois a la Théorie de ces Équations Différentielles. s. n., Chateauroux 1901, (Digitalisat).
- Sur la philosophie des mathématiques. Gauthier-Villars, Paris 1903, (Digitalisat).
- Sur une manière d’exposer la géométrie projective. In: L’Enseignement mathématique. Band 7, 1905, S. 366–374, (Digitalisat).
- Les principes des Mathématiques et le problème des ensembles. In: Revue générale des Sciences pures et appliquées. Band 16, Nr. 12, 1905, S. 541–543, (Digitalisat; englische Übersetzung: The principles of mathematics and the problem of sets. (1905). In: Jean van Heijenoort: From Frege to Gödel. A Source Book in Mathematical Logic, 1879–1931. Harvard University Press, Cambridge MA u. a. 1967, S. 142–144).
- Lettre. A Monsieur le rédacteur de la Revue Générale des Sciences. In: Acta Mathematica. Band 30, 1906, S. 295–296, doi:10.1007/BF02418575.
- Sur les principes de la mécanique. In: L’Enseignement mathématique. Band 8, 1906, S. 137–143, (Digitalisat).
- Considérations sur l’astronomie, sa place insuffisante dans les divers degrés de l’enseignement. In: L’Enseignement mathématique. Band 8, 1906, S. 208–216, (Digitalisat).
- Sur la logique et la notion de nombre entier. In: L’Enseignement mathématique. Band 9, 1907, S. 39–44, (Digitalisat).
- Sur un paradoxe de la théorie des ensembles et sur l’axiome Zermelo. In: L’Enseignement mathématique. Band 9, 1907, S. 94–98, (Digitalisat).
- Sur la nature des axiomes de la géométrie. In: L’Enseignement mathématique. Band 9, 1907, S. 463–473, (Digitalisat).
- Sur la nature des axiomes de la géométrie. (2me article). In: L’Enseignement mathématique. Band 10, 1908, S. 60–65, (Digitalisat).
- Sur les translations. In: L’Enseignement mathématique. Band 11, 1909, S. 98–101, (Digitalisat).
- Contre la Géométrie expérimentale. In: La Revue de l’Enseignement des Sciences. Band 4, Nr. 34, 1910, ZDB-ID 427925-6, S. 150–152.